# Scutelliseta xanthothorax
Scutelliseta xanthothorax är en tvåvingeart som beskrevs av Richards 1968. Scutelliseta xanthothorax ingår i släktet Scutelliseta och familjen hoppflugor. Inga underarter finns listade i Catalogue of Life.